# Banaan (vrucht)

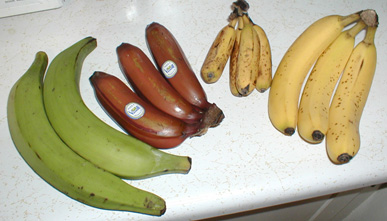
Bakbanaan, rode banaan, babybanaan, dessertbanaan

Een banaan is een langwerpige, licht gebogen vrucht, die afkomstig is van de bananenplant. 
Een bananenplant of 'bananenboom' is 's werelds grootste kruid en niet een boom. Volgens de tuinbouwkundige definitie wordt de banaan daarom tot de groenten gerekend. Volgens de culinaire definitie is het in Europa echter een vrucht, omdat de banaan als nagerecht wordt gegeten, dan wel als tussendoortje. In verschillende tropische landen wordt het echter in de vorm van bakbanaan als groente of zelfs basisvoedsel gegeten.

## Naam
In Suriname spreekt men van bacove als het om de vrucht gaat die rechtstreeks uit de schil gegeten kan worden en van banaan als het om groene bakbananen gaat. In Indische gerechten wordt de banaan meestal pisang genoemd, het Maleise woord voor de vrucht. Ook het Afrikaans kent dat woord, maar dan gespeld als piesang.

## Herkomst en productie
De banaan komt oorspronkelijk via Azië uit Nieuw-Guinea in Oceanië maar wordt anno 2022 in ongeveer 130 landen geteeld, en de globale jaarlijkse productie is ongeveer 120 miljoen ton. Er bestaan in de wereld ongeveer 2.000 variëteiten. Dertig procent van de wereldproductie komt van de Cavendish of 'Chiquitabanaan'. Deze is zo goed als de enige variant die in de Lage Landen in de winkels ligt. Deze bananen worden gekweekt op grote plantages, waar dagloners en vaak migranten het werk opknappen. Van de prijs die de consument betaalt voor een banaan gaat ongeveer 5 tot 9 procent naar hen, terwijl de supermarkt zo'n 36 tot 43 procent opstrijkt.  

## Karakteristieken van de vrucht
Een gewone dessertbanaan heeft een dikke schil die eenvoudig van het vruchtvlees loslaat en daardoor met de hand gepeld kan worden. De vrucht zoals die in Europa gegeten wordt is meestal geel, in de vorm van een circa 20 cm lange en 3 cm dikke ronde staaf die een beetje gebogen is en dunner aan de uiteinden.
Er zijn verschillende typen bananen: in Nederland is de meest gebruikte banaan een vrucht van het ras Giant Cavendish, met name van de kloon Valery, die vers kan worden gegeten. Maar in veel tropische landen worden bananen gebruikt die eerst moeten worden gebakken en die zo in maaltijden worden verwerkt.
Opvallende andere typen zijn de rode banaan, de appelbanaan, de bakbanaan, de babybanaan en de gouden banaan.

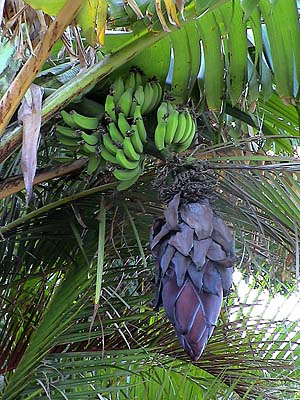
Musa

Van banaan wordt ook een groene alcoholische drank gemaakt, genaamd Pisang Ambon.
Van bepaalde bananen kunnen ook chips worden gemaakt, de zogenoemde bananenchips.

## Groei
Bananen (de planten) groeien in tropische landen waar de temperatuur niet onder de 10 °C komt. Onder normale omstandigheden duurt het ongeveer zeven maanden voordat er geoogst kan worden.
Bananen (de vruchten) groeien in een tros van wel 50 kg aan een bananenplant. Bananen krijgen hun kromme vorm doordat de bloemtros wegens de zwaartekracht naar beneden gaat hangen, terwijl de vruchten naar boven blijven groeien (geotropie). Alle bananen in zo'n tros zijn tegelijk rijp, en ze zijn rijp niet lang houdbaar. Daarom worden de bananen voor export naar andere landen onrijp geoogst. Ze worden verpakt in dozen waarin trossen zitten van ongeveer 18 kilo. Binnen 48 uur na het oogsten worden de bananen in gekoelde schepen geladen en in 2-4 weken naar Europa gebracht.
Tijdens het rijpingsproces scheidt de banaan natuurlijk ethyleen af. Om het rijpingsproces te versnellen, worden bananen in rijperijen enige tijd blootgesteld aan extern ethyleen, waardoor het rijpingsproces van de bananen gestart dan wel versneld wordt. Na ongeveer een week kunnen ze dan naar de winkel. Na enige tijd krijgt de schil zwarte plekken en wordt de vrucht zelf erg zacht.
Tijdens de rijping wordt zetmeel omgezet in suiker. In onrijpe bananen zit 20 keer zoveel zetmeel als suiker en aan het eind van de rijping is dat omgekeerd waardoor de banaan een zoete smaak krijgt.
De onder aan de tros zittende bloemen zijn eetbaar en hebben en ietwat wrange en licht zoete smaak. De bloemen worden in sommige landen in Azië rauw gegeten.

## Transport

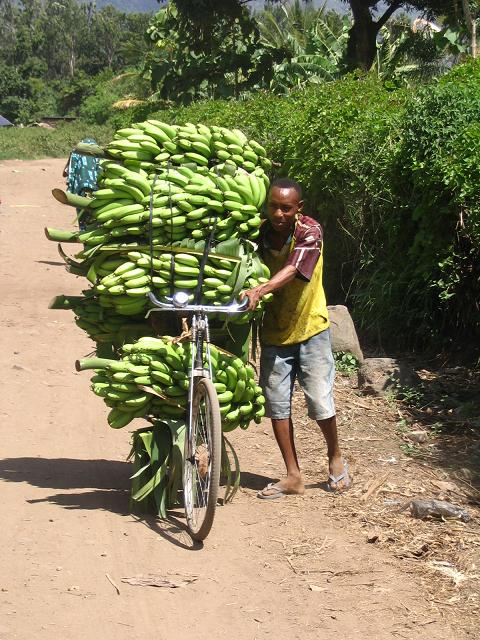
Bananentransport in Tanzania

Bananen worden groen geplukt. Ze worden gewassen, en omdat het kwetsbare vruchten zijn, verpakt in multifunctionele, stevige, kartonnen bananendozen. De dozen worden op pallets of in containers geplaatst. Tussen de oogst en consumptie van de banaan ligt ongeveer 30 tot 40 dagen. Het transport vindt plaats in koelschepen of koelcontainers.
De bananenspin (Phoneutria nigriventer) komt nog weleens voor in aanvoerhavens zoals Rotterdam omdat ze meekomen tussen de bananentrossen. Het zijn zeer giftige, bruine kamspinnen (Ctenidae). Ze eten geen bananen maar de insecten en vogels die erop afkomen.

## Kunstmatig gecontroleerd rijpingsproces
Aangekomen in de haven worden de bananen naar de verschillende rijperijen gebracht. In deze rijperijen worden de bananen in gasdichte cellen geplaatst.
Afhankelijk van de verkoopdatum van de bananen wordt er door de rijper een rijpingsschema gemaakt. De meeste rijpers prefereren om eerst de bananen te egaliseren zodat de temperatuur in de hele partij gelijk is. Als dat goed is wordt de daadwerkelijke rijping gestart door ethyleengas in de cel te spuiten. De bananen hebben op dat moment een gemiddelde temperatuur van 16,0 °C (afhankelijk van het aantal dagen dat de rijping moet duren). 
Over het algemeen blijven de bananen 24 uur onder gas. De deur wordt vergrendeld zodat niemand naar binnen kan, omdat er geen zuurstof in de cel meer over is doordat de bananen bij het rijpen de zuurstof verbruiken. Na deze 24 uur wordt de cel weer belucht om de overgebleven gassen af te voeren en om verse zuurstof in de cel te krijgen. Al naargelang de duur van het programma wordt de temperatuur geregeld. Hoe langer het programma hoe lager de temperatuur. De banaan zal tijdens het rijpen warmte ontwikkelen. Op dit moment gaat de cel koelen om de warmte uit de banaan af te voeren. Dit gebeurt geleidelijk. Op deze manier wordt de banaan geremd in het rijpingsproces.
De bananen worden opgeleverd in de kleur zoals de klant wenst. Meestal is dit rond de kleur 3,5 (geel met aan de uiteinden iets groener).
Om alle bananen in de dozen dezelfde kleur en temperatuur te laten krijgen wordt er gebruikgemaakt van geforceerde koeling. De luchtstroom wordt zo geleid dat de lucht alleen door de van gaten voorziene bananendozen heen kan.
Er zijn geautomatiseerde systemen beschikbaar om het rijpingsproces te sturen en te bewaken. De meeste systemen zijn voorzien van alarmen en logdata om de rijper controle te geven over het proces. Vaak kan de leverancier van de rijpinstallatie op afstand hulp bieden en of storingen oplossen. In een cel staan gemiddeld 24 pallets bananen, maar er zijn ook grotere en kleinere cellen. Op iedere pallet staan 6 (aantal per laag) x 8 (aantal lagen) = 48 dozen, in het totaal 1152 dozen. Elke doos bevat ongeveer 18 kg bananen, dat zijn in het totaal 20.736 kg bananen.

## Verwerking in voedingsmiddelen
De meeste bananen worden onbewerkt gegeten. De prijs van bananen hangt af van de vraag- en aanbodverhoudingen, de kwaliteit en de beschikbaarheid van alternatief fruit. In Europa liggen de prijzen in de eerste helft van het kalenderjaar gemiddeld hoger dan in de tweede helft omdat in de zomer veel ander fruit beschikbaar komt waardoor de vraag naar bananen afneemt.
Bananen worden ook in vele levensmiddelen verwerkt. Pisang goreng bijvoorbeeld is een zoet gerecht met gebakken banaan. In de toko kan men gezoete en gedroogde gebakken banaan kopen (bananenchips of kerupuk pisang). Bakbananen zijn beter geschikt zijn voor het opbakken dan de gebruikelijke bananen die in de groentewinkel worden verkocht. Pisang Ambon is een likeur met deels de smaak van bananen. Er bestaat ook bananenbier. Het van oorsprong Amerikaanse bananenbrood wordt eveneens bereid met bananen.

## Voedingswaarde van banaan voor verse consumptie
Een gemiddelde banaan weegt ongeveer 150 gram. 100 gram verse banaan bevat 88 - 116 kilocalorieën en ongeveer:
- 20-25 g koolhydraten
- 1,2 g eiwitten
- 0,2 g vetten (waarvan de helft onverzadigd)
- 0,4 g vezels

Bananen bevatten diverse vitaminen en mineralen. Zo zit er in 100 gram verse banaan ongeveer 88 mg kalium, 8,7 mg vitamine C, tryptofaan, magnesium en seleen.

### Chemische samenstelling
Een natuurlijke, onbewerkte banaan bestaat uit de volgende componenten:
- Water (75%)
- Suikers (12%): glucose, fructose, sacharose, maltose, zetmeel, vezels.
- Aminozuren (minder dan 1%): glutaminezuur, asparaginezuur, histidine, leucine, isoleucine, lysine, fenylalanine, arginine, valine, alanine, serine, glycine, threonine, proline, tryptofaan, cysteïne, tyrosine, methionine.
- Vetzuren (minder dan 1%): palmitinezuur, α-linoleenzuur, linolzuur, oliezuur, palmitoleïnezuur, stearinezuur, laurinezuur, myristinezuur, caprinezuur (E570), oxaalzuur, ascorbinezuur (vitamine C, E300)
- As (niet verbrandbaar deel van de banaan)*: kaliumsulfaat (E515)
- Kleurstoffen: riboflavine (E101), β-caroteen (E160a)
- Smaakstoffen: 3-methylbut-1-ylethanoaat, 2-methylbut-1-ylethanoaat, 2-methylpropan-1-ol, 3-methylbutan-1-ol, ethyl-(2-hydroxy-3-methylethylbutanoaat),[3][4], 3-methylbutanal, ethylhexanoaat, ethylbutanoaat, pentylacetaat, ethanol (E1510)
- Overige stoffen: fytosterol, tocoferol (E306), fylochinon, thiamine, pectine (E440), etheen.

## Oorsprong en verspreiding van de banaan
De wilde voorouder van de banaan kwam voor in een groot gebied dat zich uitstrekte van India over Zuidoost-Azië en Indonesië tot Nieuw-Guinea. Er zijn aanwijzingen dat de banaan reeds 11.000 jaar geleden in het laatstgenoemde gebied werd gecultiveerd.
Waarschijnlijk hebben Indonesische kolonisten die zich aan de kust van Oost-Afrika, op de Comoren en op Madagaskar vestigden, de banaan omstreeks het begin van onze jaartelling naar Oost-Afrika gebracht. Van daaruit verspreidde de bananenteelt zich in enkele eeuwen over een groot deel van Afrika. In het tropisch regenwoud was de banaan productiever dan de meeste andere landbouwgewassen.
De Spanjaarden en Portugezen leerden de banaan aan de westkust van Afrika kennen. Deze Europeanen brachten de bananenteelt over naar Midden- en Zuid-Amerika.
De benaming 'banaan' is afgeleid van bana(a)na uit het Wolof , in Indonesië wordt ze 'pisang' genoemd.

## Productie, export en import
De bananenplant wordt geteeld rondom de evenaar in:
- Centraal-Amerika
  - Panama
  - Costa Rica
  - Honduras
  - Guatemala
  - Belize
- Zuid-Amerika
  - Ecuador
  - Colombia
  - Venezuela
  - Suriname
- Caribisch gebied
  - Dominicaanse Republiek
  - Martinique
  - Guadeloupe
- Afrika
  - Ivoorkust
  - Ghana
  - Kameroen
- Zuidoost-Azië
  - India
  - China
  - Filipijnen
  - Indonesië
  - Thailand
  - Vietnam
- Oceanië
  - Australië
  - Nieuw-Guinea
- Canarische Eilanden

Wereldwijd steeg de productie van bananen van 69 miljoen ton in 2000-2002 naar 116 miljoen ton in 2017-2019. De vijf grootste bananenproducerende landen zijn India, Volksrepubliek China, Indonesië, Brazilië en Ecuador. Deze landen zijn samen goed voor circa 50% van de globale bananenproductie, waarbij India met 30 miljoen ton in 2018 veruit de grootste was.
De belangrijkste exporteurs zijn Ecuador, Filipijnen, Guatemala, Colombia en Coast Rica. Deze top-5 neemt zo'n 80% van de wereldwijde export voor hun rekening.
| Jaar | Export (×1000 ton) | Export (×1000 ton) | Export (×1000 ton) | Export (×1000 ton) | Export (×1000 ton) | Export (×1000 ton) | Aandeel top 5 |
| Jaar | Totaal             | Ecuador            | Guatemala          | Filipijnen         | Colombia           | Costa Rica         | Aandeel top 5 |
| ---- | ------------------ | ------------------ | ------------------ | ------------------ | ------------------ | ------------------ | ------------- |
| 2010 | 14.389             | 5010               | 1371               | 1589               | 1803               | 1828               | 81%           |
| 2015 | 16.683             | 6070               | 2153               | 1795               | 1589               | 1974               | 81%           |
| 2016 | 17.589             | 5931               | 2155               | 1734               | 1842               | 2365               | 80%           |
| 2017 | 18.953             | 6004               | 2359               | 2472               | 1885               | 2525               | 80%           |
| 2018 | 19.017             | 6397               | 2376               | 3126               | 1749               | 1750               | 81%           |
| 2019 | 20.956             | 6668               | 2412               | 4403               | 1896               | 1412               | 80%           |

De twee belangrijkste importeurs zijn de Europese Unie en de Verenigde Staten. Samen importeren zij ongeveer de helft van alle bananen. Ander belangrijke importeurs zijn Rusland en Japan. In de Europese Unie ligt de consumptie van bananen op zo'n 13 kilogram per hoofd van de bevolking per jaar.

## Merken
Wereldwijd zijn vier grote aanbieders van bananen actief. Dit zijn Dole Food Company, Fresh Del Monte Produce, Chiquita Brands International en Fyffes.
Enkele merken in Nederland:
- Banacol: import uit Colombia
- Banagior: import uit Venezuela
- Bonita: import uit Ecuador
- Chiquita: import uit Honduras, Panama, Costa Rica, Colombia en Ecuador
- Cobana: import uit Ecuador
- Tomo no kai: import uit Japan
- Dole Food Company: import onder andere uit Kameroen en Ivoorkust (voor de Europese markt)
- Fyffes: Iers merk met import uit Colombia, Honduras, Suriname, Jamaica, Windward Islands, Costa Rica en Belize
- Turbana: import uit Colombia
- Fairtrade Original/Max Havelaarbanaan: import uit Ecuador, Peru, Dominicaanse Republiek, Windward Islands, Colombia, Ghana en Costa Rica

## Genetische achtergrond
- Het genoom van de soort Musa acuminata (Chinese banaan) wordt weergegeven met AA.
- Het genoom van de soort Musa balbisiana (meelbanaan) wordt weergegeven met BB.
- Het genoom van de soort Musa schizocarpa wordt weergegeven met SS.
- Het genoom van de soort Musa textilis (Manillahennep) wordt weergegeven met TT.
- De samenstelling van het genoom van de soorten binnen de sectie Australimusa is nog niet duidelijk en wordt daarom voorlopig aangegeven met Fe’i.

## Geteelde rassen

### Genoomsamenstelling
Een genoom bestaat bij een diploïde plant uit een aantal van 2n-chromosomen. Het genoom bevat al het erfelijke materiaal van een plant. Hoe hoger de ploïdiegraad, des te meer chromosomen en des te groter zijn in het algemeen de vruchten. De wilde planten zijn meestal diploïde, hebben weinig vruchtvlees en bevatten veel harde zaden. Eetbare bananen zouden onder andere ontstaan zijn uit de Chinese banaan en de meelbanaan door het optreden van vruchtvorming zonder bestuiving (parthenocarpie) en abnormale meiose (zie afbeelding).

Binnen de sectie Eumusa zijn er van de soort Musa acuminata
- rassen met het genoom AA (diploïde)
- rassen met het genoom AAA (triploïde)
- rassen met het genoom AAAA (tetraploïde)

Binnen de sectie Eumusa zijn er van de kruising Musa acuminata × Musa balbisiana
- rassen met het genoom AB (diploïde)
- rassen met het genoom AAB (triploïde)
- rassen met het genoom ABB (triploïde)
- rassen met het genoom AABB (tetraploïde)

Binnen de sectie Eumusa zijn er van de kruising Musa acuminata × Musa schizocarpa
- rassen met het genoom AS (diploïde), die in Papoea-Nieuw-Guinea groeien

Binnen de sectie Australimusa zijn er
- rassen met het genoom Fe’i

Uit de kruisingen van de secties Eumusa × Australimusa zijn er
- rassen met het genoom AT (diploïde)
- rassen met het genoom AAT (triploïde)
- rassen met het genoom ABBT (tetraploïde)

### Rassen of rassengroepen

#### Genoomtype AA
- Genoomtype AA
  - Sucrier
    - synoniemen: Golden banaan, Pisang Mas (Maleisië, Indonesië), Kulai Khai (Thailand), Amas (Australië), Susyakadali (India), Honey

  - Pisang Ambon Putih
  - Pisang Jari Buaya
  - Pisang Lilin
  - Inarnibal
  - Lakatan
    - synoniemen: Pisang Barangan (Indonesië), Pisang Berangan (Maleisië), Pisang Masak hijau (Maleisië)

  - Rose
  - Senorita
  - TutuGla
  - Calcutta-4
  - Kadali
  - Matti
  - Pahang
  - Borneo
  - Galeo
  - Paka
  - Bie Yeng
  - Niyarma Yik

#### Genoomtype AAA
- Genoomtype AAA: verse consumptie
  - Gros Michel werd voor het uitbreken van de Panamaziekte het meest geteeld voor export. Kwalitatief de beste banaan voor export.
    - synoniemen: Bluefields, Pisang Ambon (Maleisië), Disu, Kulai Hom Thong (Thailand)

  - Gros Michel mutanten
    - Lowgate
    - Highgate
    - Cocos

  - Cavendish
    - Dwarf Cavendish
      - synoniemen: Dwergbanaan, Chinese (Hawaï), Canary Banana, Dwarf Chinese, Basrai (India), Governer (West-Indië), Klue hom kom (Thailand), Chuoi duu (Vietnam), Enano (Latijns-Amerika), Camburi pigmeo (Venezuela), Jahaji, Bhusawal, Kabulee, Mayritius, Vamankeli, Pisang serendah (Maleisië)
      - Dwarf red

    - Giant Cavendish is nu de meest geteelde banaan voor export. Met name de kloon Valery (Robusta) door betere resistentie tegen de Panamaziekte en beter bestand tegen harde wind.
      - synoniemen: Cavendishbanaan, Mons Mari, Williams (Noord-Zuid Wales), Pedda Pacha Arati, Grand Nain, Giant Governer, Harichhal, Borjahaji, Bongali Johaji (India), Beijiaw (China), Chinese Cavendish, Pisang buai (Maleisië), Honchuchu

  - Red
    - synoniemen: Chenkadali, Lalkel

  - Red Dacca
    - synoniemen: Rode banaan, Cubabanaan, Venkadali, Green Red, Pisang raja udang (Maleisië), Morado, Klue nak (Thailand)

  - Ambon Putih
    - synoniemen: Pisang Ambon Putih (Maleisië, Indonesië) Kluai Hom Dek Mai (Thailand), Ambon (Filipijnen), Pisang Embun

  - Ibota
  - Orotava
  - Rio
  - Robusta
    - synoniemen: Poyobanaan, Robustabanaan, Tall Mons Mari, Saina, Poyo, Valery, Congo

  - Lacatan
    - synoniemen: Monte Cristo, Pisang Mosak Hijau, Giant Fig

  - Yangambi km 5
    - synoniem: Ibota

  - Cavendish Boyo
  - Dacca
    - synoniemen: Pisang mundam (Maleisië), Tafetan verde (Colombia)
- Genoomtype AAA: bakbanaan
  - Mutika
  - Lujugira

#### Genoomtype AAAA
- Genoomtype AAAA: verse consumptie
  - IC 2
  - Bodless
  - Altafort
  - Pisang Ustrali (Brazil)
  - Golden Beauty

#### Genoomtype AB
- Genoomtype AB: verse consumptie
  - Ney Poovan
    - synoniemen: Chini Champa, Nejali Poovan, Safed Velchi, Elakki, Bale, Kisubi, Sukari

  - Kunnan
  - Kamaramasenge

#### Genoomtype AAB
- Genoomtype AAB: verse consumptie en bakbanaan
  - Iholena
  - Laknau
  - Mysore
    - synoniemen: Colombo, Poovan (India), Honderawala (India), Pisang Ceylan, Pisang keling (Maleisië), Kluai khai farang (Thailand), Alpon, Palyankodan, Karpura Chakrakeli, Motta Poovan, Dora Vazhai, Kanthali, Fillbasket, Thousand Grain

  - Lady Finger
    - synoniem: Babybanaan, Bananenvijg, Pome Pacha Naadan, Pisang susu

  - Silk
    - synoniemen: Apple (Hawaï)(appelbanaan), Malbhog, (Pisang) Rasthali (Maleisië), Pisang Raya Sereh (Indonesië), Latundan (Filipijnen), Mortman, Sugar, Salsikola, Amritpani, Worandong, Cantong, Tundan

  - Pome
    - synoniemen: Patra, Figue Famille, Dwarf Petra, Sirumalai, Virupakshi, Vannan, Pachanadan, Pisang kelat jambi (Maleisië), Brazilian banana (Hawaï)

  - Pisang Nangka
  - Raja
    - synoniemen: Pisang Raja (Maleisië, Indonesië), Radja (Filipijnen), Grindi, Larip, Houdir

  - Horn
    - synoniemen: Pisang Tanduk, Tindok, Klui Nga Chang

  - Nendra Padaththi
  - Pisang Kelat
  - Pisang Seribu
    - synoniem: Klue roi wee (Thailand)

  - Nadan
  - Maia Maoli
    - synoniemen: Popoulu, Comino, Pompo Vudi Bawa

  - Maca
  - Celat
    - synoniemen: Red Jamaica, Cuban

##### Plantain groep
- - Plantain groep: bakbananen
    - Dwarf French Plantain
    - French Plantain groepsras
      - Giant
      - Nendran (India)
      - Green French
        - synoniemen: Bakbanaan, kookbanaan, meelbanaan

      - Black French
        - synoniem: Rajeli

      - Pink French
      - Red Plantain
      - Bugaoisan (Filipijnen)
      - Eleri
      - Zanzibar
      - Harton
      - AVP-67
      - Gonja
      - Amou
      - Bobby Tannap
      - Akpakpak
      - Obino L'Ewai
      - Psi-Psi
      - Owang
      - Terra Bend Mossenjo
      - French Clair
      - Amou
      - Obel
      - Mibotoko
      - French Sombre
      - Orishele
      - Ntanga
      - Laknao
      - Tiger
      - Maqueño
        - synoniemen: Dominico (Colombia), Platano negro, Platano 'Madre del Platanar'(Colombia)

    - False Horn Plantain groepsras
      - Agbagba
      - Esang
      - Corne
      - Red Ebanga
      - Ebanga
      - Bia Ebanga

    - Horn Plantain groepsras
      - synoniemen: Hoornplantaan, hoornmeelplataan, Pisang lang (Maleisië), Pisang tandok (Indonesië), Tindok, Tundoc, Kluai nga chang (Thailand)
      - Three Hand Plenty
      - Ubok Iba
      - Daluyo
      - One Hand Plenty
      - Gabon
      - Orinoco

#### Genoomtype AAAB
- Genoomtype AAAB: verse consumptie
  - Atan
  - Gold Finger

#### Genoomtype ABB
- Genoomtype ABB: bakbanaan
  - Bluggoe
    - synoniemen: Pisang Kepok (Indonesië), Pisang abu keling (Indonesië),Pisang Abu Keling, Kluai Hak Muk (Thailand), Nalla Bontha (India), Moko (Trinidad), Cachaco, Kachkel, Bankel

  - Silver Bluggoe
  - Pisang Awak (Indonesië, Maleisië)
    - synoniemen: Ducasse (Australië), Katali (Filipijnen), Kluai Namwa (Thailand), Pisang Klotok (Indonesië), Kanpuravalli (India), Kothia, Karpoorvalli, Manohar

  - Da Jiao (China)
  - Fen Da Jiao (China)
  - Monthan
  - Kalapua
  - Klue Teparod
  - Saba
    - synoniemen: Papayabanaan, Cardaba (Filipijnen), Kluai Hin (Thailand)

  - Pelipita
  - Ney Mannan
  - Peyan
  - Bagnar
    - synoniem: Bhos

  - Batissa
  - Pelipeta
  - Cardaba
  - Muthia
  - Maqueno
  - Burro CEMSA
  - Blue Java

#### Genoomtype ABBB
- - Tiparot
    - synoniemen: Pisang abu Siam (Maleisië), Pisang batu (Maleisië), Balongkaue (Filipijnen), Kluai pli hai (Thailand), Kluai sangkivo (Thailand)

#### Genoomtype BBB
- Genoomtype BBB: bakbanaan
  - Saba (Filipijnen)
    - synoniemen: Cardaba (Filipijnen), Kluai Hin (Thailand), Pisang Nipal (Maleisië)

  - Cardaba
  - Bhimkel
  - Pisang Kepok
  - Pisang Nepah
  - Pisang Nipah Kluaittin
  - Attiakol
  - Gubao

#### Genoomtype AABB
- Genoomtype AABB: verse consumptie
  - Goldfinger
  - Kalamagol
  - 'Laknau der'
  - Kalamagol

#### Genoomtype AT
- Genoomtype AT
  - Umbubu

#### Genoomtype AAT
- Genoomtype AAT
  - Karoina
  - Mayalopa
  - Sar

#### Genoomtype ABBT
- Genoomtype ABBT
  - Yawa 2
  - Giant Kalapua
- Genoomtype AS
  - Ato
  - Kokor
  - Ungota
  - Vunamami

#### Genoomtype Fe’i
- Genoomtype Fe’i
  - Menei
  - Rimina
  - Utafan
  - Wain
  - Airori

## Trivia
- In de jaren zestig staken in de Verenigde Staten geruchten de kop op dat de bananenschil als drugs gebruikt kon worden. Deze 'Bananadine-hoax' werd door meerdere muzikanten als onderwerp gebruikt.
- Waarom zijn de bananen krom? is een liedje van Tony Corsari uit 1959.
- André van Duin bracht in 1972 Het Bananenlied uit; een cover van Day-O (Banana Boat), dat bekend was geworden in een uitvoering door Harry Belafonte uit 1956.
- In november 2021 werden een vijftiental Syrische vluchtelingen in Turkije opgepakt omdat ze in videofilmpjes bananen hadden gegeten, als ludiek protest tegen negatieve opmerkingen over hen op een Turkse zender ("Ik [Turk] kan niet eens een banaan eten, maar jullie [Syriërs] kopen kilo’s bananen").[8]